# Giovanni Ameglio

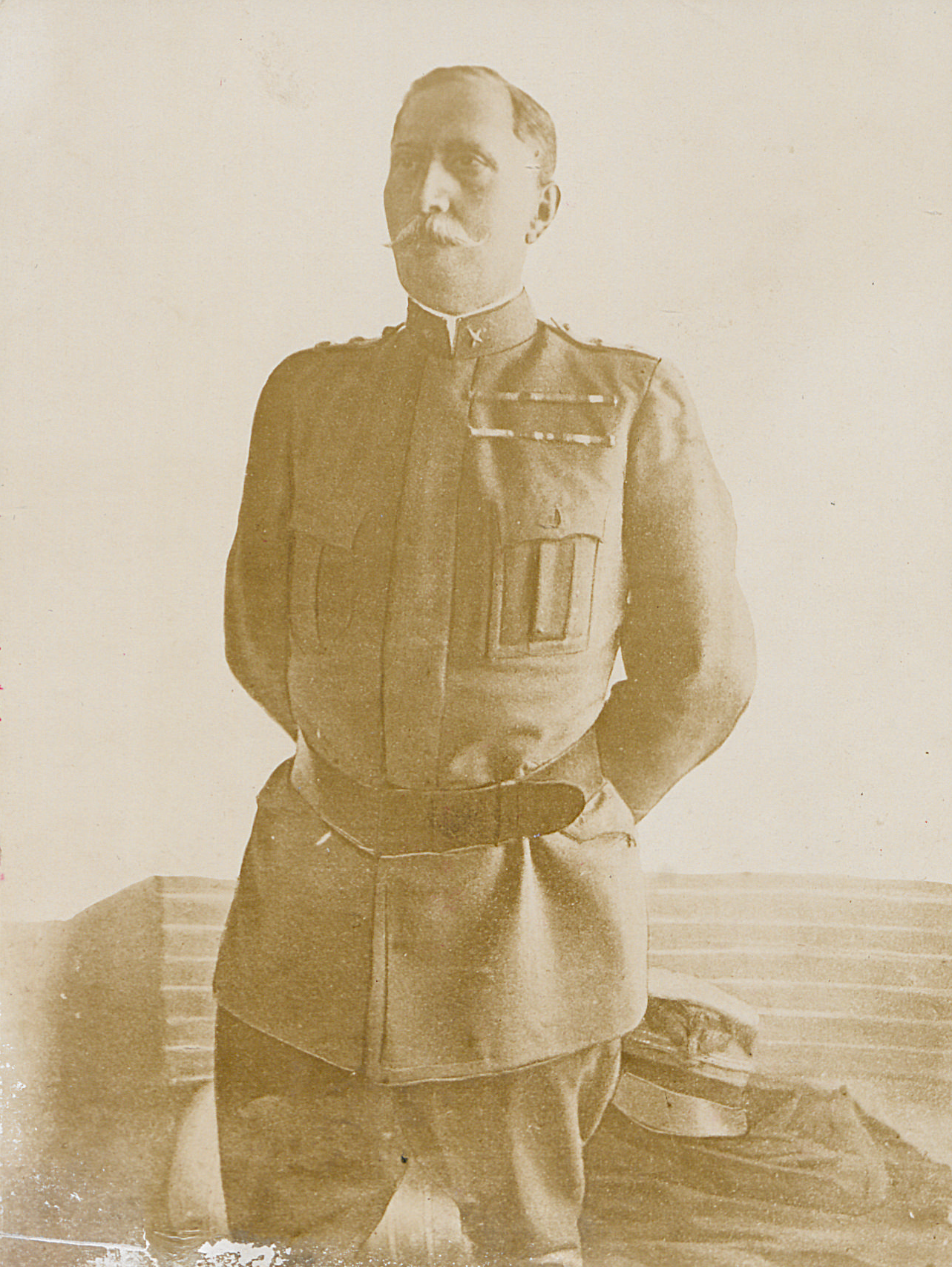
Giovanni Ameglio 1917.

Giovanni Battista Ameglio, född 29 oktober 1854, död 29 december 1921, var en italiensk militär.

## Biografi
Giovanni Ameglio blev officer vid infanteriet 1875. Han gjorde sin karriär främst som kolonialkrigare. 1904 blev han överste, 1910 generalmajor och 1912 generallöjtnant. 
Ameglio deltog med utmärkelse i abessinska kriget 1896 och i Tripoliskriget 1911-12, där han bl.a. erövrade staden Benghazi 1912. Från 1912 till 1918 var han guvernör i Cyrenaica och Tripolis. Han avslutade sin karriär som chef för 10:e armékåren i Neapel.